# Complexe Fenna–Matthews–Olson
Pour les articles homonymes, voir FMO (homonymie).

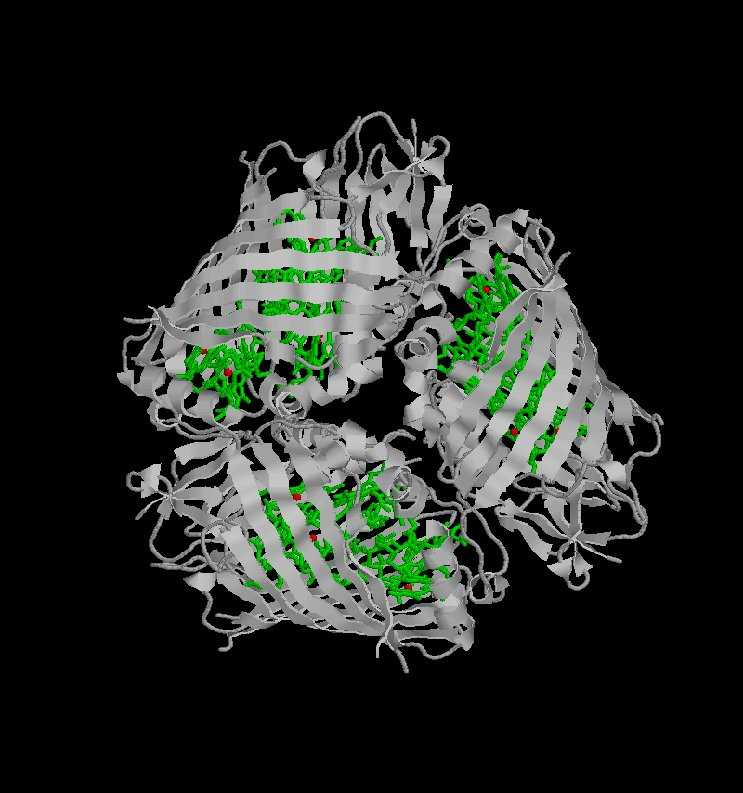
Figure 1. Trimère de protéines représentant le complexe FMO. Les molécules de BChl a sont représentées en vert, l'atome central de magnésium en rouge et la protéine en gris (représentation 3D). Chaque monomère contient des bactériochlorophylles.

Le complexe Fenna–Matthews–Olson (complexe FMO) est un complexe de protéines hydrosoluble ; il s'agit du premier complexe de protéines pigmentaires (CPP) à avoir été analysé par spectroscopie à rayons X. On le trouve chez les bactéries vertes sulfureuses et son rôle est d'assurer le transfert de l'énergie d'excitation des chlorosomes qui récoltent la lumière vers le centre de réaction bactérien (CRb) intégré à la membrane. Sa structure est trimérique (symétrie C3). Chacun des trois monomères contient huit molécules de bactériochlorophylle (BChl a). Ils sont liés à l'échafaudage protéique par chélation de leur atome central de magnésium, soit aux acides aminés de la protéine (principalement l'histidine), soit aux atomes d'oxygène des molécules d'eau (seulement une BChl a de chaque monomère par molécule d'eau).
Depuis que la structure a été caractérisée, il est possible de calculer les spectres optiques basés sur celle-ci pour les comparer aux spectres optiques obtenus expérimentalement,. Dans le cas le plus simple, seul le couplage excitonique des BChls est pris en compte. Des théories plus réalistes considèrent le couplage pigment-protéine. Une propriété importante est l'énergie de transition locale (énergie de site) des BChls, différente pour chacun, en raison de leur environnement protéique local individuel. Les énergies de site des BChls déterminent la direction du flux d'énergie.
Des informations structurelles sur le super complexe FMO-RC ont été obtenues par microscopie électronique, et spectres linéaires de dicroïsme mesurés dans les trimères FMO et complexes FMO-RC. À partir de ces mesures, deux orientations du complexe FMO relatives au RC sont possibles. L'orientation avec les BChl 3 et 4 près du RC ainsi que des BChl 1 et 6 (d'après la numérotation originale de Fenna et Matthews) orientée vers les chlorosomes est utile pour un transfert efficace d'énergie.

## Modèle
Ce complexe est le CPP le plus simple apparaissant dans la nature et constitue donc un modèle de test approprié pour le développement de méthodes pouvant être transférées à des systèmes plus complexes comme le photosystème I. Engel et ses collègues ont observé que le complexe FMO présente une cohérence quantique remarquablement longue, mais après une dizaine d'années de débat, il a été démontré que cette cohérence quantique n'a aucune importance pour le fonctionnement du complexe. En outre, il a été démontré que les oscillations à longue durée de vie observées dans les spectres sont uniquement dues à la dynamique vibratoire de l'état fondamental et ne reflètent aucune dynamique de transfert d'énergie.

## Récolte de lumière quantique
La récolte de la lumière lors de la photosynthèse utilise à la fois des processus physiques classiques et des processus de mécanique quantique, avec une efficacité énergétique de près de 100%[citation nécessaire]. Pour que la lumière produise de l'énergie lors des processus classiques, les photons doivent atteindre les sites de réaction avant que leur énergie ne se dissipe en moins d'une nanoseconde. Dans les processus photosynthétiques connus, cela n'est pas possible : l'énergie pouvant exister dans une superposition d'états, elle peut emprunter toutes les voies d'un matériau en même temps. Lorsqu'un photon trouve la bonne destination, la superposition s'effondre, rendant l'énergie disponible. Cependant, aucun processus purement quantique ne peut être entièrement responsable du phénomène, car certains processus quantiques ralentissent le mouvement des objets quantifiés dans les réseaux. La localisation d'Anderson empêche la propagation des états quantiques dans des milieux aléatoires. Comme l'état se comporte comme une onde, il est vulnérable aux effets d'interférence perturbateurs. Un autre problème est l'effet zéno-quantique, dans lequel un état instable ne change jamais s'il est mesuré/observé en continu, car l'observation stimule constamment l'état de superposition, l'empêchant de s'effondrer,.
Les interactions entre les états quantiques et l'environnement agissent comme des mesures. L'interaction classique avec l'environnement modifie la nature ondulatoire de l'état quantique juste assez pour empêcher la localisation d'Anderson, tandis que l'effet zéno-quantique prolonge la durée de vie de l'état quantique, lui permettant d'atteindre le centre de réaction. La proposition d'une longue durée de vie de la cohérence quantique au sein du complexe FMO a incité de nombreux scientifiques à étudier la cohérence quantique dans le système, l'article d'Engel de 2007 ayant été cité plus de 1 500 fois dans les cinq années suivant sa publication. La proposition d'Engel fait toujours l'objet d'un débat dans la littérature, l'idée étant que les expériences initiales ont été interprétées de manière incorrecte en attribuant les oscillations spectrales à des cohérences électroniques plutôt qu'à des cohérences vibratoires de l'état fondamental, qui devraient naturellement avoir une durée de vie plus longue en raison de la largeur spectrale plus étroite des transitions vibratoires.

### Informatique
Le problème rencontré dans le cadre de la recherche d'un centre de réaction dans une matrice protéique est formellement équivalent à de nombreux problèmes de calcul. La mise en correspondance des problèmes informatiques avec les recherches de centres de réaction pourrait permettre à la récolte de la lumière de fonctionner comme un dispositif informatique, améliorant ainsi les vitesses de calcul à température ambiante, avec une efficacité de 100 à 1000 fois supérieure.